# Riello
Riello est une commune d'Espagne dans la province de León, communauté autonome de Castille-et-León. Elle s'étend sur 235,93 km2 et comptait environ 582 habitants en 2024.

## Géographie
Riello est situé dans la partie nord de la province de León et se trouve sur le versant sud des monts Cantabriques sur le Río Omaña à une altitude de 1 040 m. La ville de León est située à environ 55 km au sud-est de Riello.

## Évolution démographique
| Année         | 1900 | 1970 | 1981 | 1991 | 2001 | 2011 | 2021 | 2024 |
| ------------- | ---- | ---- | ---- | ---- | ---- | ---- | ---- | ---- |
| Population    | 2512 | 1484 | 1416 | 1337 | 914  | 706  | 620  | 582  |
| Source : INE. |      |      |      |      |      |      |      |      |

Le déclin démographique important observé depuis les années 1950 est principalement dû à la mécanisation de l’agriculture ainsi qu’à l’abandon des petites exploitations et à la perte d’emplois qui en découle (exode rural).

## Sites touristiques

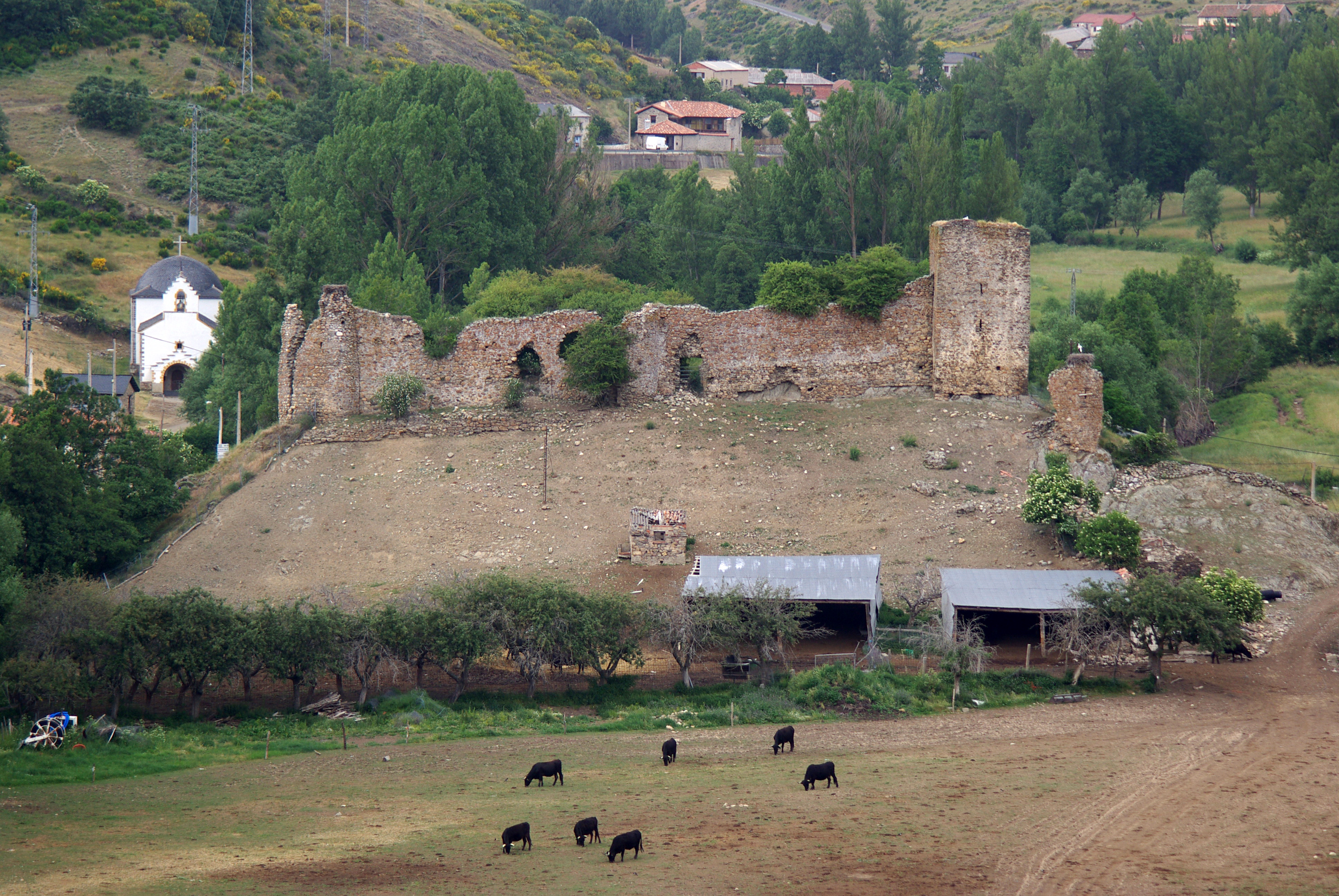
Ruines du château de Benal
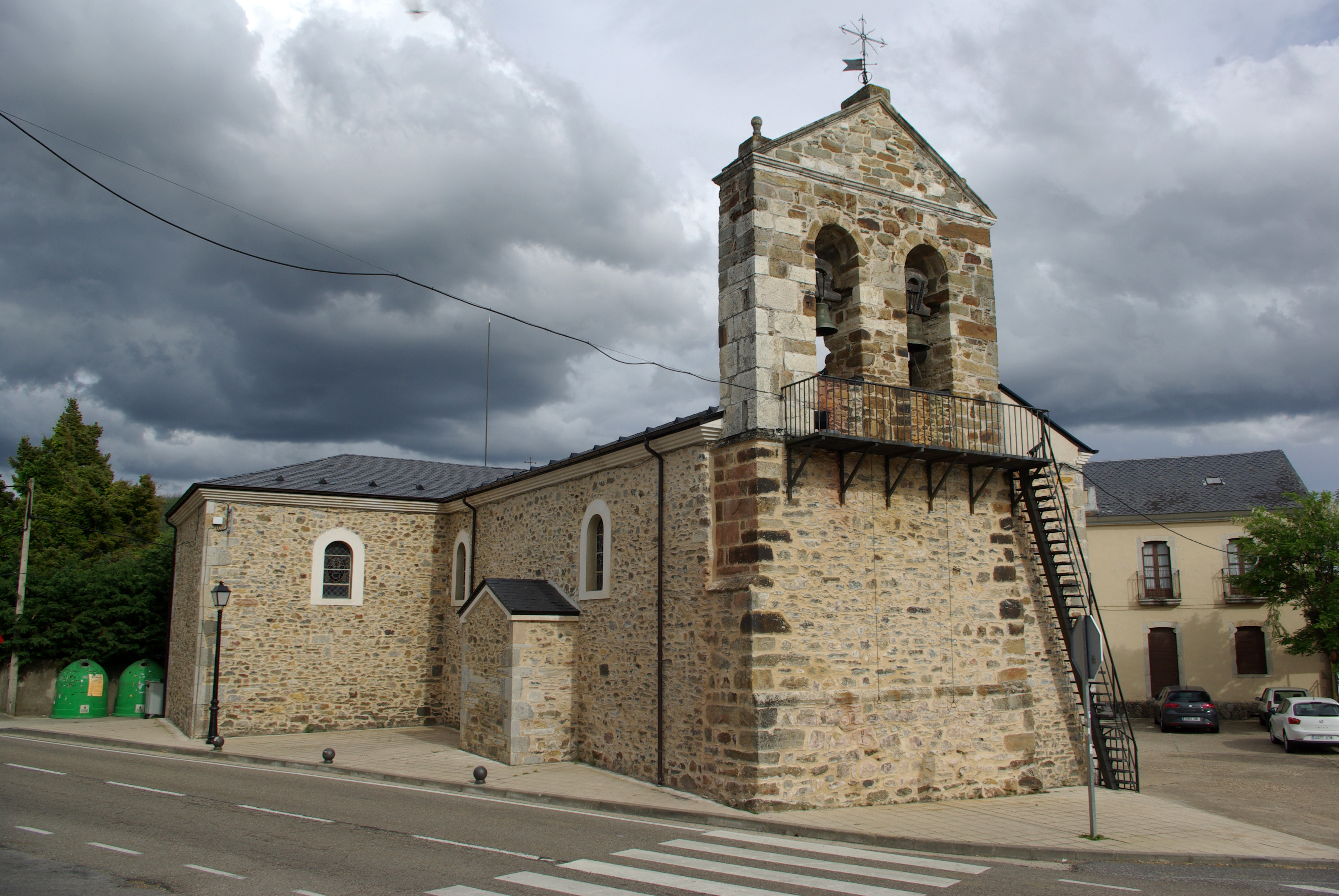
Église Saint-Jean de Riello
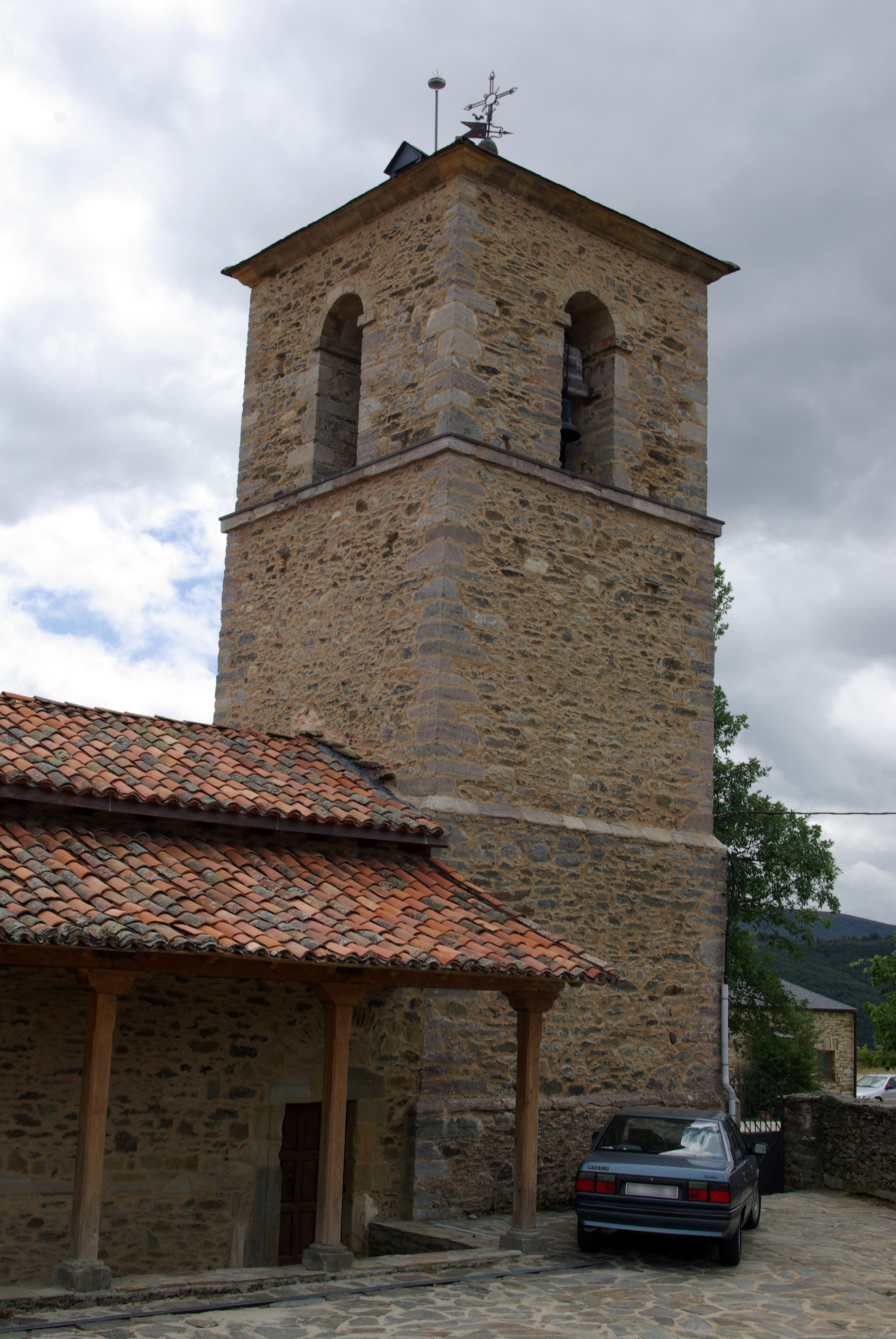
Sanctuaire de Pandorado
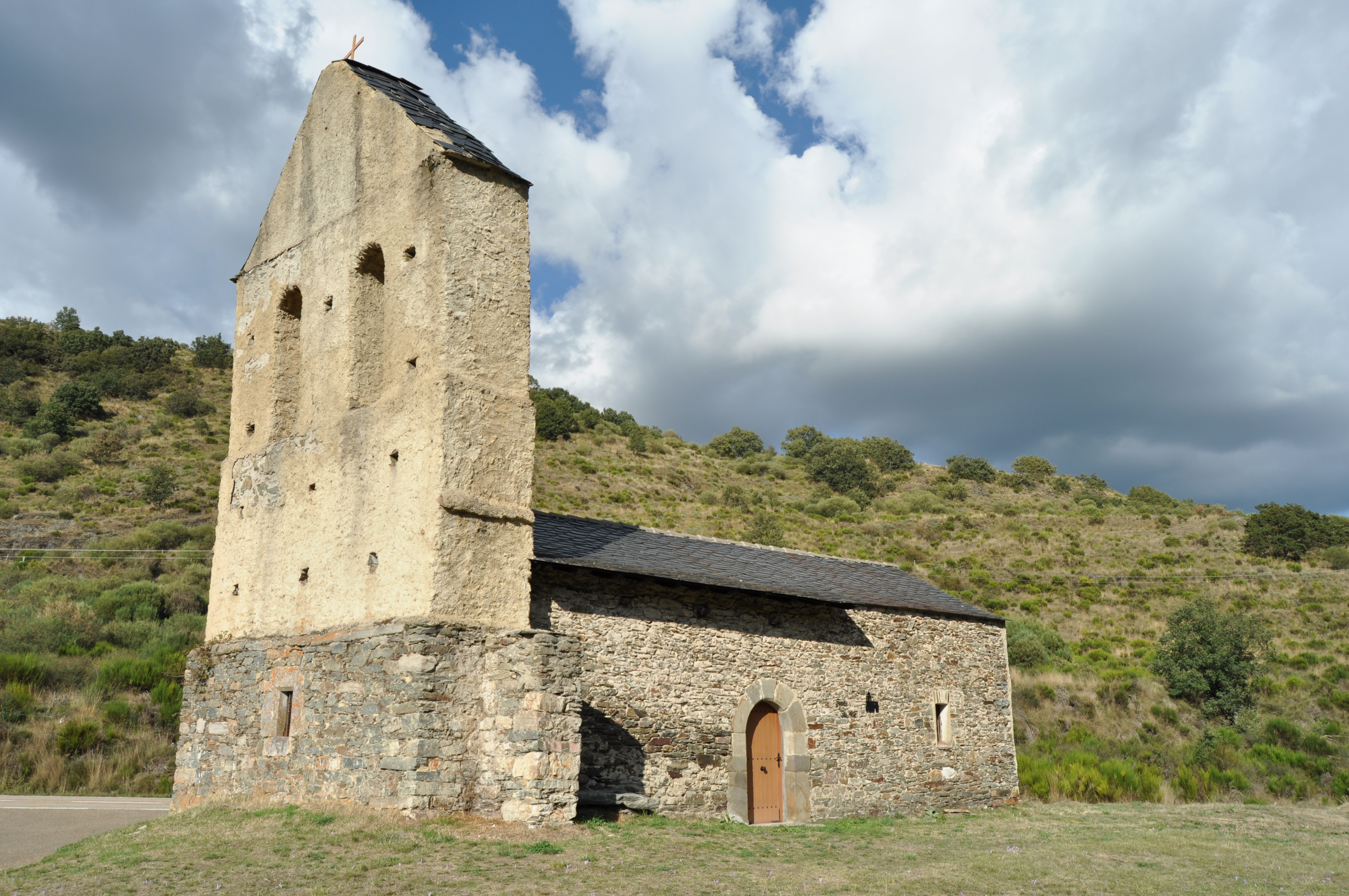
Chapelle Sainte-Anne à Marzán
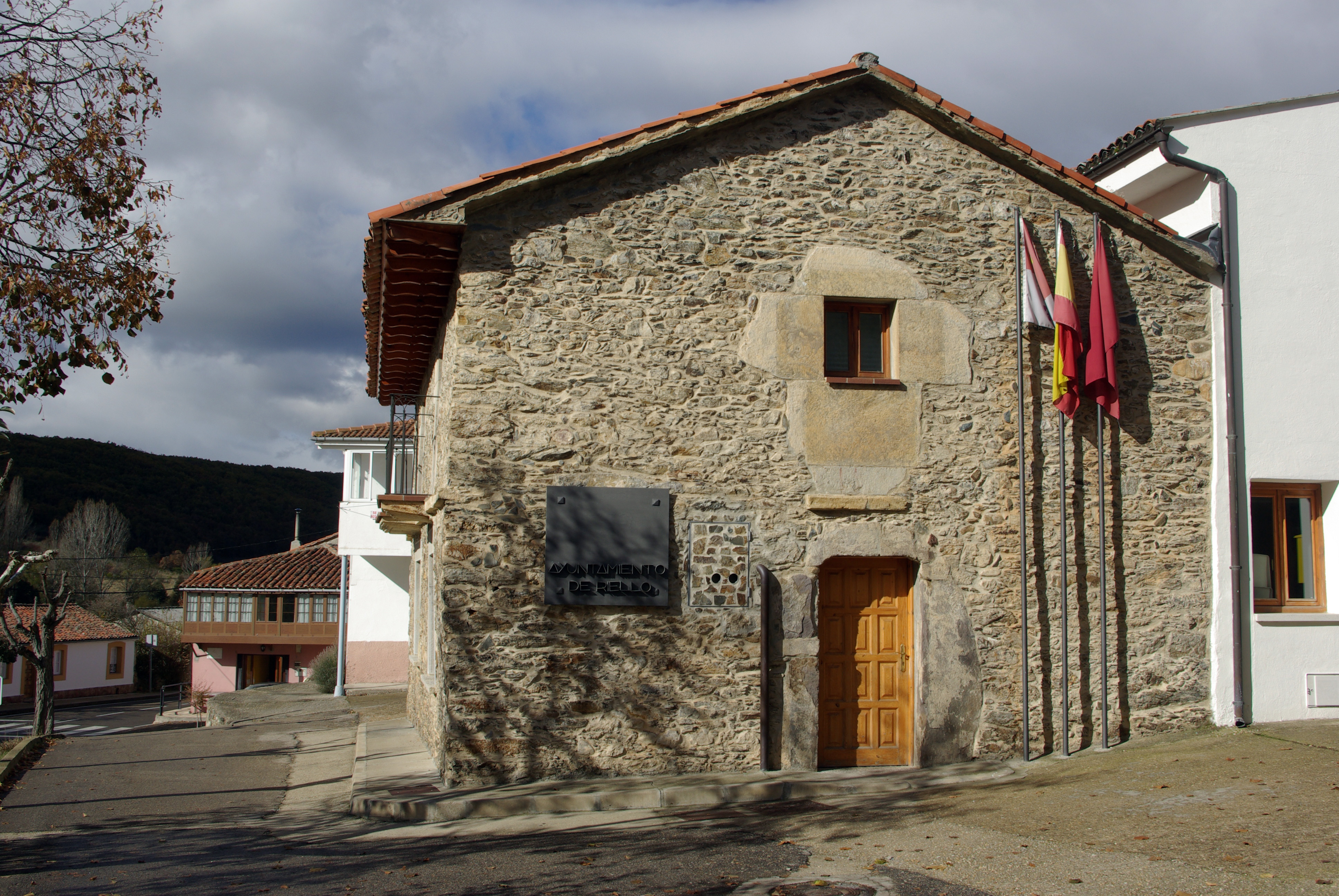
Hôtel de ville.

- Ruines du château de Benal
- Église Saint-Jean de Riello
- Sanctuaire de Pandorado
- Chapelle Sainte-Anne à Marzán
- Hôtel de ville.